# The Illusion (banda)
Para la banda británica véase Illusion (banda de Reino Unido).
The Illusion fue una banda de hard rock  psicodélico formada en Long Island, Nueva York. Editaron tres álbumes de los cuales el primero se llegó a publicar en el Reino Unido. Sus tres LP fueron producidos por Jeff Barry.
Su música hacía uso de armonías vocales con matices de soul y blues. Algunas de sus composiciones se acercaban al pop, aunque siempre predominaba un sonido hard rock. Eran conocidos por sus enérgicas actuaciones en vivo, que incluían espectáculos de luz y efectos de sonido. Llegaron a telonear a músicos como Jimi Hendrix, The Who, Vanilla Fudge, The Allman Brothers Band y muchos otros, su primer tour fue con Mitch Ryder en 1967.
El primer álbum alcanzó el puesto 69 y se mantuvo 27 semanas en las listas de álbumes de Billboard. The Illusion y Together (As a Way of Life) se publicaron en formato de CD en 2008, además TRC Records reeditó el tercer álbum en CD en 1991.

## Historia
La historia del conjunto inicio cuando Chuck Alder conoció a Mike Ricciardella en el grupo The Creations, y a Mike Maniscalco en The Dell Sonics, además Alder había tocado en The Uncalled Four y The Arrivals. Luego de que The Creations se disolviera, Ricciardella se unió a un grupo llamado The 5 Illusions, tocó por primera vez en un club de West Hempstead, con Johnny Vinci, Steve Burg, Howie Blume, Frank Carrillo, y Mike Ricciardella. Al poco tiempo, Frank y Steve dejaron la banda y Howie se unió al servicio, en ese momento se unen Mike Maniscalco, Chuck Alder y Rich Cerniglia. El grupo tuvo varios nombres, The 5 Illusions, Then The 5 Illusion, Then The Illusions, Then The Illusion.
Algunos miembros de la banda comenzaron a tocar a edades muy tempranas. El guitarrista principal, Rich Cerniglia, comenzó a tocar la guitarra a la edad de diez y tocaba para bandas como The Shirelles, Gladys Knight, The Temptations cuando solo tenía quince años. El bajista, Chuck Alder, aprendió guitarra a la edad de doce años, pero se cambió al bajo alrededor de la edad de quince años y estaba en varias bandas antes de The Ilusión, incluyendo The Dell Sonics. Mike Ricciardella comenzó a tocar la batería a una edad muy temprana y ganó el concurso de batería del Estado de Nueva York cuando tenía dieciséis años. El tecladista Mike Maniscalco vino de Dell Sonics, donde conoció a Chuck Alder, su talento no se limita solo a los teclados sino que podía tocar varios instrumentos. El vocalista, John Vinci, cantaba doo wop antes de The Ilusión y trajo muchas ideas creativas para los shows del grupo.
El primer sencillo de The Illusion fue titulado "My Party" con "It's groovy time", ambas escritas y producidas por Mitch Ryder, pero el corte no tuvo éxito. En 1967 The Illusion se embarcó en su primera gira nacional que comenzó el 5 de marzo y terminó en noviembre. El grupo tuvo gran éxito en los Estados Unidos con "Did You See Her Eyes" de 1969, que llegó al puesto n. 32 en Billboard. y fue número uno en varios lugares de Nuevo York, también tuvieron otros tres sencillos con relativo éxito, "Together" (No. 80 en Billboard), "Let's Make Each Other Happy" (No. 98), y "How Does it Feel?" (No. 110). Poco después de 1967 comenzaron a grabar su álbum The Illusion, producido por Jeff Barry. Aunque no llegó al disco de oro, el álbum tuvo el éxito necesario para que Paramount les pidiera grabar otro. Su segundo álbum Together (As a Way of Life) se grabó en solo tres días, pero pese a ello el mismo tiene una notable calidad musical con canciones desde el hard rock de "Peace pipe", psicodélicas como "Happy days" y pop-rock como "Together".

## Después de The Illusion
Después de la separación de The Illusion, Mike Ricciardella se unió a Barnaby Bye con Peppy Castro (ex Blues Magoos) y The Alessi Brothers (Billy y Bob), grabando dos álbumes, Room to Grow en 1973 y Touch en 1974, para Atlantic Records. En 1976, Ricciardella y Castro (como Emil Theilheim, su nombre real), junto a Dennis Santiago y Mike Maniscalco y Rich Cerniglia (sus compañeros de The Illusion) formaron Wiggy Bits, y registraron un álbum homónimo para Polydor Records. Después de su separación, Ricciardella, Maniscalco (como Mike Coxton) y Cerniglia (como Richie C) formaron Network, con Howie Blume, George Bitzer a lo que también se sumó el vocalista de The Ilusión John Vinci, prácticamente un reencuentro de la banda exceptuando a un integrante. Los cambios de nombre fueron solicitadas por el sello discográfico, ya que pensaban que sus nombres sonaban demasiado italiano. Después de grabar su primer álbum homónimo en 1977, Vinci fue reemplazado por BG Gibson en 1978 antes de la grabación comenzó su segundo (y último) álbum para Epic Records, Nightwork. En 1986, Cerniglia y Ricciardella (con sus nombres reales) se unieron a Ernie Blanco y Steve Vitale para formar Aviator, lanzando sólo un álbum homónimo para RCA Records, más tarde reeditado en CD por Escape. En 2010, Barnabye Bye se reunieron para grabar y editar un tercer álbum Thrice Upon A Time. El exbajista del grupo Chuck Alder editó un CD recopilatorio, The Lost Live Tapes, con grabaciones en vivo in-editas de The Illusion 39 años después de su separación.

## Miembros
- John Vinci - voz
- Richie Cerniglia - guitarra eléctrica principal
- Mike Maniscalco - guitarra, teclados, voz y saxofón
- Chuck Alder - bajo eléctrico
- Mike Ricciardella - Batería y percusión

## Discografía
- The Illusion (1969)
- Together (as a way of life) (1969)
- If it's So (1970)